# Alte Kaserne (Winterthur)

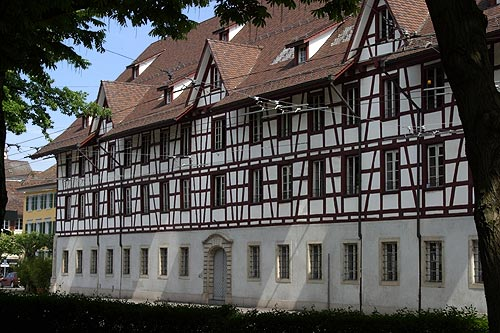
Die Alte Kaserne von der Seite her gesehen

Die Alte Kaserne ist ein Kulturzentrum in der Stadt Winterthur. Der Fachwerkbau diente einst als Unterkunft für Rekruten. Das Gebäude ist im KGS-Inventar als B-Objekt geführt und steht unter regionalem Denkmalschutz.

## Geschichtliche Entwicklung
1765 wurde die Alte Kaserne unter der Leitung des Holzwerkmeisters Salomon Sulzer erbaut. Damit das Erdgeschoss ohne Säulen und Stützen gebaut werden konnte, wurden die Böden in den oberen Geschossen 15 Meter weit gespannt und am Dachstuhl aufgehängt.
Ab 1846 bis etwa 1900 wurde das Gebäude als Kaserne genutzt. Die Reitschule wurde im Erdgeschoss, die Kavallerie-Rekruten in den oberen Geschossen einquartiert. Nach 1900 wurde das Gebäude vom Militär nicht mehr benötigt und diente fortan als Materialdepot des Bauamts, Übungsobjekt für die Feuerwehr und als Suppenküche. Letztere wurde 1913 ins Kirchgemeindehaus Liebestrasse verlegt. Die landwirtschaftliche Schule nutzte einen Teil der Räumlichkeiten und während des Ersten Weltkriegs fanden Flüchtlinge Aufnahme in der Kaserne.
In der Zwischenkriegszeit bis  1971 wurde das Gebäude zum zweiten Mal als Kaserne für Radfahrer-Rekruten genutzt. In den restlichen Räumen wurden militärische Kurse und diverse Ausstellungen durchgeführt.
1984 wurde eine SP-Initiative für eine Kulturkaserne von der Winterthurer Bevölkerung abgelehnt. Drei Jahre später wurde ein stadträtlicher Gegenvorschlag zu Umbau und Renovation in einer Volksabstimmung angenommen. Die Baukosten hätten 7,28 Millionen Schweizer Franken betragen. Doch in der Nacht vom 2. auf den 3. Oktober 1987 zerstörte ein Brand grosse Teile des Gebäudes. Im März 1988 beschloss der Stadtrat, die Alte Kaserne wieder aufzubauen. Für die Neukonstruktion sollten die inneren Strukturen und alle noch brauchbaren Teile miteinbezogen werden. Dieser Aufgabe nahm sich der Architekt Ernst Zollinger an und konstruierte ein Haus im Haus. Die äussere Hülle wurde so gut wie möglich erhalten und das Innenleben völlig neu gestaltet. Am 7. November 1992 wurde die Alte Kaserne als Kulturkaserne neu eröffnet.
Seit der Wiedereröffnung werden elf Räume im Hauptbau der Kaserne für die private und kommerzielle Veranstaltungen genutzt. Während der grosse Saal im Parterre hauptsächlich für grössere Veranstaltungen genutzt wird, sind in den oberen Stockwerken auch Künstlerateliers zu finden. Jährlich werden circa 1500 Einzelveranstaltungen durchgeführt. Rund 80 Veranstaltungen pro Jahr werden vom Betreiber der Alten Kaserne selbst organisiert.